# Bitwa pod Ulrichen (1419)
Bitwa pod Ulrichen – starcie zbrojne, które miało miejsce w roku 1419 w trakcie walk wewnętrznych w Szwajcarii. W rezultacie bitwy siły kantonu Wallis pokonały wojska berneńskie.
W roku 1419 w celu zapobieżenia wybuchowi wojny domowej w Szwajcarii, powołano w Zurychu sąd rozjemczy który nakazał biskupowi Wallis Witschardowi von Raron podpisanie ugody z Bernem. Nowy biskup Wallis odmówił jednak podpisania dokumentu, opuszczając potajemnie miasto pod osłoną nocy. W tej sytuacji Berneńczycy podjęli decyzję o wymuszeniu swoich praw siłą, wysyłając jesienią 1419 r. swoje wojska w rejon Wallis. Po obejściu przełęczy Sanetsch i Grimsel Berneńczycy zamierzali wziąć przeciwnika w kleszcze. Do decydującego starcia doszło w trudnych zimowych warunkach pod Ulrichen, w którym to Berneńczycy zostali ostatecznie pokonani i zmuszeni do przerwania kampanii.
Szczegóły bitwy są mało znane, wiele informacji dotyczących tego zdarzenia pochodzi z późniejszych, nawet XVIII-wiecznych źródeł historycznych, przedstawiających w przeważającej mierze zdarzenia z punktu widzenia mieszkańców Berna. Dane te są do tego wątpliwe, jak pojawiająca się liczba 30 tysięcy berneńczyków uczestniczących w bitwie.
Miejsce obydwu bitew pod Ulrichen (z 1211 i 1419) upamiętnia kamienny krzyż.